# Episodi de I Jefferson (quinta stagione)
La quinta stagione della serie televisiva I Jefferson è stata trasmessa dal 20 settembre 1978 al 18 aprile 1979 sul canale CBS.
| nº | Titolo originale         | Titolo italiano      | Prima TV USA      | Prima TV Italia |
| -- | ------------------------ | -------------------- | ----------------- | --------------- |
| 1  | Louise's Painting        | Il dipinto di Louise | 20 settembre 1978 |                 |
| 2  | Homecoming: Part 1       |                      | 27 settembre 1978 |                 |
| 3  | Homecoming: Part 2       |                      | 4 ottobre 1978    |                 |
| 4  | How Slowly They Forget   |                      | 11 ottobre 1978   |                 |
| 5  | George's Dream           |                      | 18 ottobre 1978   |                 |
| 6  | George's New Stockbroker |                      | 1º novembre 1978  |                 |
| 7  | Me and Billy Dee         |                      | 4 novembre 1978   |                 |
| 8  | Half a Brother           |                      | 8 novembre 1978   |                 |
| 9  | What Are Friends For?    |                      | 22 novembre 1978  |                 |
| 10 | George, Who?             |                      | 29 novembre 1978  |                 |
| 11 | Harry's House Guest      |                      | 13 dicembre 1978  |                 |
| 12 | George Finds a Father    |                      | 20 dicembre 1978  |                 |
| 13 | Louise's Sister          |                      | 3 gennaio 1979    |                 |
| 14 | Louise's Reunion         |                      | 10 gennaio 1979   |                 |
| 15 | A Bedtime Story          |                      | 24 gennaio 1979   |                 |
| 16 | Florence Meets Mr. Right |                      | 31 gennaio 1979   |                 |
| 17 | Louise's Award           |                      | 7 febbraio 1979   |                 |
| 18 | The Other Woman          |                      | 21 febbraio 1979  |                 |
| 19 | The Hold Out             |                      | 28 febbraio 1979  |                 |
| 20 | The One You Love         |                      | 7 marzo 1979      |                 |
| 21 | Every Night Fever        |                      | 28 marzo 1979     |                 |
| 22 | Three Faces of Florence  |                      | 4 aprile 1979     |                 |
| 23 | Louise's Convention      |                      | 11 aprile 1979    |                 |
| 24 | The Freeze In            |                      | 18 aprile 1979    |                 |